# INS Shishumar
L'INS Shishumar (pennant number : S44) est le navire de tête de la classe Shishumar de sous-marins d'attaque conventionnels (diesel-électriques) de la marine indienne. Il a été mis en service le 22 septembre 1986 sous le commandement du Commander P. M. Bhate.

## Mise à niveau à mi-vie
La marine indienne passe en 2018 un contrat de 151 millions de dollars pour la mise à niveau à mi-vie et la certification de l’INS Shishumar. Le carénage sera effectué par Mazagon Dock à Bombay avec la coopération technique de ThyssenKrupp Marine Systems,. Le carénage devrait être achevé d’ici 2021. Une mise à niveau similaire suivra pour un autre navire de la classe Shishumar.